# اقتصاد ترکمنستان
اقتصاد ترکمنستان از رکود قیمت‌های هیدروکربن در سال ۲۰۱۴ میلادی به بهبود خود ادامه می‌دهد، اما همچنان «در چنگال بدترین بحران اقتصادی خود از دوره بلافاصله پس از استقلال است که تا حدی ناشی از قیمت‌های پایین گاز و تعلیق صادرات به روسیه بین سال‌های ۲۰۱۶ تا ۲۰۱۹ و برداشت کشاورزی ضعیف» می‌باشد. قربانقلی بردی‌محمداف، رئیس‌جمهور سابق، در جلسه کابینه وزیران در ۱۱ مارس ۲۰۲۱، نرخ رشد تولید ناخالص داخلی را رضایت بخش خواند. هنگام بحث در مورد بودجه دولت ۲۰۲۱، او خاطرنشان کرد که سال ۲۰۲۱ مانند سال ۲۰۲۰ به همان میزان «مشکل» خواهد بود.
بر اساس «بیانیه جَو سرمایه گذاری ۲۰۲۰» وزارت امور خارجه ایالات متحده، اقتصاد ترکمنستان به شدت به تولید و صادرات گاز طبیعی، نفت، پتروشیمی و تا حدی پنبه، گندم و منسوجات وابسته است. اقتصاد ترکمنستان هنوز از رکود عمیقی که پس از سقوط قیمت جهانی انرژی در اواخر سال ۲۰۱۴ رخ داد، در حال بهبود است. جو سرمایه‌گذاری فعلی برای سرمایه‌گذاری مستقیم خارجی ایالات متحده با ریسک بالا در نظر گرفته می‌شود.
ترکمنستان عمدتاً یک کشور بیابانی با کشاورزی متمرکز در مناطق آبی و منابع عظیم گاز و نفت است. از نظر ذخایر گاز طبیعی، تا سال ۲۰۲۰ در رتبه چهارم جهان قرار دارد. دو محصول بزرگ کشاورزی ترکمنستان پنبهکه بیشتر آن برای صادرات تولید می‌شود و گندم که بیشتر آن در داخل کشور مصرف می‌شود، است. ترکمنستان یکی از ده تولیدکننده برتر پنبه در جهان است.

## بازرگانی
مهمترین کالای صادراتی ترکمنستان گاز طبیعی است که از طریق خطوط لوله به چین و در مقادیر کمتر به روسیه و از طریق سوآپ از طریق ایران به جمهوری آذربایجان و از طریق جاده و راه آهن به افغانستان به عنوان گاز مایع نفتی تحویل می شود. بر اساس داده های گمرک چین، ارزش واردات گاز طبیعی چین از ترکمنستان از 8,686,022,768 دلار آمریکا در سال 2019 به 6,071,165,273 دلار در سال 2020 کاهش یافته است که دلیل آن ترکیبی از کاهش حجم واردات چین و کاهش قیمت هیدروکربن است. نفت خام و فرآورده های نفتی پالایش شده 3 میلیارد دلار دیگر از صادرات را در سال 2019 به خود اختصاص دادند و پس از آن 123.6 میلیون دلار برای منسوجات پنبه ای قرار گرفت. در میان واردات، دسته های عمده در سال 2019 شامل کالاهای زیر بودند:
- ماشین‌آلات (1.5 میلیارد دلار آمریکا)
- فلزات اساسی (968.3 میلیون دلار آمریکا)
- مواد شیمیایی (682.3 میلیون دلار آمریکا)
- وسایل نقلیه (453.5 میلیون دلار)
- پلاستیک و لاستیک و فرآورده های آن (342.9 میلیون دلار آمریکا)

در مارس 2023، مجلس ترکمنستان قانونی را تصویب کرد که بر اساس آن سیستم هماهنگ نامگذاری تعرفه ها تصویب شد.